# الصوت الكويتي
الصوت هو قالب غنائي خليجي، ازدهر تحديدًا في الكويت والبحرين. في منتصف القرن التاسع عشر، اشتهر عبدالله الفرج، وهو موسيقي وشاعر كويتي، بهذا الفن والذي تشير بعض المصادر بأنه هو واضع فن الصوت، مثل كتاب «الأغاني الكويتية» ليوسف دوخي؛ في حين تشير مصادر أخرى إلى أن تاريخ فن الصوت يسبق ظهور عبدالله الفرج، وأن له علاقة بغناء الصوت الذي كان سائدًا في العصر العباسي، كما أشار أحمد علي[ ؟ ] في كتاب «الموسيقى والغناء في الكويت». وأما مبارك العماري في كتابه «محمد بن فارس: أشهر من قام بغناء الصوت في الخليج»، صفحة 244، فيشير إلى أن الصوت وصل إلى البحرين من الكويت في عام 1766م دون أن يحدد أصول ومصادر هذا الغناء وتاريخه بشكل واضح، وإن كان يميل إلى ربطه بغناء الدولة العباسية بشكل عام.
- الصوت (الاغنيه) التي تردد اثناء تأدية الشرح والبرع وصوت الدان كما هو معروف وشائع في جنوب الجزيرة العربيه اوائل الفنانين المعروفين في البحرين والكويت تأثروا بالحضارم البحارة وحضارم المهجر في الهند

التأثير لم يقتصر على البحرين والكويت انتشرت المسميات الفنيه في حضرموت وعدن إلى نجد والحجاز مثلا الشله «الشيله» في الشعر الحضرمي الجنوبي يتردد كثيرا شل صوتك، شل الصوت «مطالبة شخص ما بالغناء».

## أداء فن الصوت
الصوت هو غناء رجالي، ويتم أداءه من قبل مطرب فردي بمصاحبة عدد من العازفين الفرديين مثل عازف الكمان والقانون. ويتم أداء الصوت على أوزان محددة تسمى صوت عربي؛ ست نبضات، وصوت شامي؛ أربع نبضات، وصوت خيالي؛ إثنا عشرة نبضة، وقديماً كان يوجد الختام أو الختم؛ ثلاث نبضات، وقد تم تغييره ليتم أداءه اليوم على وزن الصوت الخيالي. ويتم أداء هذه الأوزان على المرواس وهو طبل صغير يتم حمله بيد والضرب عليه باليد الأخرى، وذلك بإسلوب لا يشبه ما هو سائد في الضرب على الطبول العربية. ويشتمل غناء الصوت رقص خاص يسمى الزفان، ويشترط وجود اثنين من الراقصين، الأول يسمى «زافون» أو «زفّان» والآخر «ريس». كذلك يحتوى الصوت على نوع خاص من التصفيق يدعى الشربكة، بمعنى متشابك، ويؤديه عادة الحضور على أوزان الصوت العربي والشامي فقط. وأما الشعر المستخدم في الصوت فهو عادة ما يكون من الشعر العربي الفصيح الكلاسيكي، أو الشعر الحميني وهو شبيه بالموشح[ ؟ ] ولكن بأوزان خاصة بشعراء اليمن القدامى وبألفاظهم المحلية. تنتهي أغلب الأصوات العربية والشامية بقطعة تسمى توشيح أو توشيحة، وهي بداية نهاية الصوت، وقد تكون مغناة أو موسيقية فقط، وتحتوي التوشيحة أيضًا على تقاسيم مرتجلة والبعض يختمها بلحن محدد لإنهاء الصوت.

## من مشاهير غناء الصوت في الخليج
الكويت: عبدالله الفرج (ت. 1901)، خالد البكر (ت. 1925)، إبراهيم بن يعقوب (ت. 1928)، يوسف البكر (ت. 1955)، عبداللطيف بن عروج (ت. 1930؟)، محمد الجاركي (ت. ؟؟)، محمد بن سمحان (ت. 1960) عبداللطيف الكويتي (ت. 1975)، محمود الكويتي (ت. 1982)، الأخوين داود (ت. 1976) وصالح عزرا الكويتي (ت. 1986)، صالح بن عبدالرزاق الكويتي (ت. 1975)، عبدالله فضالة (ت. 1967)، سعود الراشد (ت. 1988)، عوض دوخي (ت. 1979)، حمد خليفة، إبراهيم الخشرم، مبارك الحجي، راشد الحملي، أحمد سالمين، سلمان العماري، صلاح حمد خليفة، صالح الجريد، يوسف الجدة.
البحرين: صقر بن علي (ت. ؟؟)، عبداللطيف بن فارس (ت. 1965)، محمد بن فارس (ت. 1947)، ضاحي بن وليد(ت. 1941)، إدريس خيري (ت. ؟؟)، محمد زويد (ت. 1982)، محمد عيسى علاية (ت. 2004)،عيسى بورقبة (ت. 1983)، عبدالعزيز بورقبة (ت. ؟؟)، علي خالد (ت. ؟؟)، يوسف فوني (ت. ؟؟) يوسف زويد، راشد زويد.
الخليج العربي: سالم راشد الصوري (سلطنة عمان)، علي الهيدوس (قطر)، سالم فرج (قطر)، خيري إدريس (قطر)، جابر جاسم (الإمارات المتحدة)، عبدالله بوخوه (المملكة العربية السعودية)،عدنان السادة (قطر).
من أشهر ضاربي المرواس (المروسة): عبود الصفار (كويتي - من القرن التاسع عشر)، محمد البكر (كويتي - ت. 1953)، ملا سعود المخايطة (كويتي – 1971)، حمد بوطيبان (كويتي – 1933)، عبدالهادي بوطيبان (كويتي – 1950؟)، سرور اليوحة (بحريني)، سعد بو سيول (بحريني – 1931؟)، مبارك سعد (بحريني)، جوهر النجدي (بحريني)، صقر بن فارس (بحريني)، بلال بن فرج (بحريني)، ناصر الزايد (كويتي)، شارع الرندي (كويتي)، راشد السند (بحريني)، هلال الذوادي(بحريني)، سالم العبدالله (بحريني)، سالم خيري(بحريني)، محمد الحمد[ ؟ ] (كويتي)، عبدالله سفاح (كويتي)، نبيل الجسار (كويتي)، عبدالله الدخيل (كويتي)، علي عثمان (بحريني)، فاضل مقامس (كويتي)، البشير الماص «بوبشير» (كويتي)، خلف المسعود (كويتي)، محمد الساعي (قطري)، خالد الجوهر(قطري)، عبدالرحمن الخميري (كويتي)، علي فضالة (كويتي).

## لقراءات موسعة
- أولسن، باول روفسنغ (2005) الموسيقى في البحرين: الموسيقى التقليدية في الخليج العربي. ط1. بيروت: مطبعة رشاد.
- الإبراهيم، يعقوب (2005) عبدالله الفرج. الكويت: دار قرطاس.
- الديكان، غنام (1998) الإيقاعات الكويتية في الأغنية الشعبية (الجزء الثاني). الكويت: المجلس الوطني للفنون والآداب.
- الشملان، سيف مرزوق (1975) «الطرب والمطربين في الكويت» عالم الفن. صفحة 40.
- العماري، مبارك عمرو (1991) محمد بن فارس: أشهر من غنى الصوت في الخليج (الجزء الأول). البحرين: مطبعة الحكومة.
- حبيب، إبراهيم (2003) رواد الغناء في الخليج والجزيرة العربية (الجزء الأول). مطبعة الأيام.
- دوخي، يوسف فرحان (1984) الأغاني الكويتية. قطر: المطبعة الأهلية.
- دوخي، يوسف فرحان (1971) فصول من بحث عن عبدالله الفرج. بحث غير منشور.
- علي، أحمد (1980) الموسيقى والغناء في الكويت. الكويت: مطبعة الربيعان.
- غانم، محمد عبده (1987) شعر الغناء الصنعاني. بيروت: دار العودة.
- غانم، نزار محمد عبده (2001) «قصة غناء الصوت في اليمن» البحرين الثقافية. 156-162.
- مرهون، حسين (2012) "محمد بن فارس: 63 سنة على رحيله. الثقافة الشعبية. الإنترنت.